# La Berceuse de la grande terre
Pour plus de détails, voir Fiche technique et Distribution.
La Berceuse de la grande terre (大地の子守唄, Daichi no komoriuta) est un film japonais réalisé par Yasuzō Masumura et sorti en 1976.

## Synopsis
1932, village du Mont Ishizuchi sur l'île de Shikoku. Rin est une jeune fille qui vit avec sa grand-mère adoptive. Lorsque celle-ci meurt, elle tente vainement de cacher ce décès aux autres villageois. Malgré les conseils de ne pas faire confiance aux autres que sa grand-mère lui a prodigué, Rin, âgée de treize ans, se laisse berner par Sakichi qui la vend à une maison close sur une petite île de la mer intérieure de Seto. Rin a un caractère bien trempé, mais la fatalité s'acharne sur elle, d'abord domestique, elle n'échappe pas à la prostitution. Sa santé se dégrade soudainement et elle perd quasiment la vue, elle a seize ans. Un prêcheur l'aide à s'échapper de l'île en bateau et elle devient pèlerin bouddhiste.

## Fiche technique
- Titre : La Berceuse de la grande terre[1]
- Titre original : 大地の子守唄 (Daichi no komoriuta?)
- Titre anglais : Lullaby of the Earth
- Réalisation : Yasuzō Masumura
- Scénario : Yoshio Shirasaka, d'après un roman de Kukiko Moto
- Photographie : Yoshihisa Nakagawa
- Montage : Tatsuji Nakashizu
- Direction artistique : Shigeo Mano
- Musique : Jirō Takemura
- Production : Hiroaki Fujii et Motoyasu Kimura
- Sociétés de production : Kimura Productions et Kōdōsha
- Pays d'origine :  Japon
- Langue originale : japonais
- Format : couleurs - 1,37:1 - Format 35 mm
- Genre : drame
- Durée : 111 minutes[2]
- Date de sortie :
  - Japon : 12 juin 1976[2]

## Distribution
- Mieko Harada : Rin
- Natsuko Kahara : Baba, la grand-mère de Rin
- Yūsuke Satō : Shōhei, le jeune pêcheur
- Jun Haichi : Shigetarō, le patron de la maison close
- Eiko Horii : Sada
- Gen Kimura : Sakichi
- Ren Yamamoto : Genzō, le villageois
- Mihoko Nakagawa : Asa
- Yūko Chiba : Haru
- Shigeo Katō : Seisuke
- Kazuo Imai : le docteur
- Eiji Okada : le prêcheur qui sauve Rin
- Meiko Kaji : la femme qui recueille Rin lors de ses premières règles
- Kinuyo Tanaka : la femme qui offre le riz et les clochettes à Rin
- Tsuyako Yuki

## Distinctions
- Blue Ribbon Awards :
  - du meilleur film en 1977
  - de la meilleure nouvelle actrice pour Mieko Harada en 1978
- Prix Kinema Junpō de la meilleure actrice pour Mieko Harada en 1977
- Hōchi Film Awards de la meilleure nouvelle actrice pour Mieko Harada en 1976
- Prix du film Mainichi de la meilleure direction artistique pour Shigeo Mano en 1977